# Ernst E. Areen
Ernst Erik Areen, född 29 mars 1882 i Borgholm, död 15 september 1943, var en svensk skriftställare. 
Areen blev medicine kandidat vid Uppsala universitet 1910, filosofie kandidat vid Lunds universitet 1914, filosofie licentiat vid Uppsala universitet 1916 och filosofie doktor 1925. Han var e.o. amanuens vid patologiska institutionen vid Uppsala universitet 1907, Wahlenbergsk amanuens vid farmakologiska institutionen 1908–10, t.f. notarie vid Lantbruksakademien och t.f. notarie och kamrer vid Centralanstalten för försöksväsendet på jordbruksområdet 1922–24 samt direktör i AB Scriptor, institut för forskning och kulturell förmedling, grundat av Waldemar Swahn 1927.
Areen företog ett flertal utländska studie- och forskningsresor samt utgav avhandlingar och uppsatser i tidskrifter och tidningar rörande konst-, kultur- och vapenhistoria, numismatik, personhistoria och genealogi.